# Narodni park Andringitra
Narodni park Andringitra je narodni park v regiji Haute Matsiatra na Madagaskarju, 47 kilometrov južno od Ambalavoa. Park je bil ustanovljen leta 1999 in ga upravlja Združenje nacionalnih parkov Madagaskarja. Leta 2007 je bil vpisan na seznam svetovne dediščine kot del deževnih gozdov Atsinanane.

## Zgodovina
Pomen območja so opazili raziskovalci v začetku 20. stoletja in leta 1927 je bil osrednji del gorovja razglašen za Strogi naravni rezervat. V zgodnjih 1990-ih je malgaški okoljski akcijski načrt uvedel idejo, da bi Madagaskar prevzel odgovornost za okoljsko agendo namesto donatorjev, leta 1999 pa je območje postalo narodni park. Leta 2007 je park postal del svetovne dediščine deževnih gozdov Atsinanane.

## Geografija
Rezervat obsega 31.160 hektarjev in pokriva velik del granitnega masiva gorovja Andringitra, ki se dviga nad ravninami. Nadmorska višina rezervata se giblje od 700 metrov do vrha druge najvišje gore v državi, Imarivolanitra (prej Pic Boby) na 2658 metrih. Povprečna letna količina padavin je 1500–2500 milimetrov, sneženje pa se pojavi redko. Tu je bila zabeležena najnižja temperatura na Madagaskarju, -8 °C. Skozi rezervat tečejo reke Ampanasana, Iantara, Menarahaka in Zomandao.
V parku živijo tri različne skupine ljudstev. Na jugu in zahodu ljudstvo Bara pase živino v savani v dolinah in na grebenih, medtem ko na vzhodu Bara Haronga prideluje riž, ljudstvo Betsileo pa je razvilo namakalni sistem na gorskih pobočjih severa za gojenje riža.

## Rastlinstvo in živalstvo
Park je eden biološko najbolj raznolikih krajev na Madagaskarju, s številnimi endemičnimi vrstami. Vzhodni del masiva je pokrit z vlažnim gozdom, v višjih predelih pa z vlažnimi travniki in grmičevjem. Na zahodnem bregu je razmeroma suh gozd. V parku živi več kot tisoč vrst rastlin, sto vrst ptic in petinpetdeset vrst žab.
Obstaja več kot petdeset vrst sesalcev, vključno s trinajstimi vrstami lemurjev. Populacija obročastega lemurja Andringitra ima opazno debelejši kožuh od ostalega prebivalstva otoka. To je verjetno prilagoditev na hladnejše podnebje na velikih nadmorskih višinah.
| Vidni čas | Vrsta |
| --------- | --- |
| Podnevi   | - Obročastorepi maki (Lemur catta) - Južni manjši bambusov lemur (Hapalemur meridionalis) - Zlati bambusov lemur (Hapalemur aureus) - Veliki bambusov lemur (Hapalemur simus) - Navadni rjavi lemur (Eulemur fulvus) - Rdečečeli lemur, (Eulemur rufifrons) - Rdečetrebušni lemur (Eulemur rubriventer) - Milne-Edwardsova sifaka (Propithecus edwardsi) |
| Ponoči    | - Rjavi mišji lemur (Microcebus rufus) - Veliki pritlikavi lemur (Cheirogaleus major) - Športni lemur z majhnimi zobmi (Lepilemur microdon) - Peyrierasov volnati lemur (Avahi peyrierasi) - Madagaskarski dolgoprstež (aje-aje) (Daubentonia madagascariensis)                                                                                          |